# Alioum Boukar
Alioum Boukar (* 3. Januar 1972 in Yaoundé) ist ein ehemaliger kamerunischer Fußballtorhüter. Er nahm später die türkische Staatsbürgerschaft an und nennt sich seitdem Ali Uyanık.

## Karriere

### Klub
Er begann seine Karriere 1992 bei Canon Yaoundé in seinem Heimatland, wo er in den folgenden Jahren mit seiner Mannschaft zwei Mal den Pokal gewinnen konnte. Zur Saison 1995/96 ging er dann fest in die Türkei, wo er als erstes für Samsunspor spielte. Nach der Spielzeit 2001/02 wechselte er weiter zu İstanbulspor und zu der wiederum nächsten Saison noch einmal weiter zu Konyaspor, nur um sich dann ab der Saison 2005/06 wieder Samsunspor anzuschließen. Dort endete sein Vertrag aber bereits Ende November 2005, womit er für ein gutes halbes Jahr erst einmal ohne Klub war. Erst zur Saison 2006/07 fand er in Altay İzmir einen neuen Klub. Der Vertrag ging aber nicht über die laufende Saison hinaus, somit war er erneut für ein halbes Jahr ohne festen Klub. Mitte Januar 2008 kehrte er so noch einmal zu İstanbulspor zurück, wo er bis zum Ende der Saison 2009/10 verblieb und danach seine Karriere beendete.

### Nationalmannschaft
Seinen ersten Einsatz für die kamerunische Nationalmannschaft hatte er am 28. September 1992 bei einem 1:1-Freundschaftsspiel gegen den Iran. Nach einem weiteren Freundschaftsspiel nur zwei Tage später war er in der Qualifikation für die Fußball-Weltmeisterschaft 1994 in ein paar Spielen sowie im nächsten Jahr bei der Qualifikation zum Afrika-Cup 1996 in einem Spiel im Einsatz. Diese Qualifikationsphase setze sich auch 1995 fort und er hütete beim Afrika-Cup 1996 selbst dann auch in zwei Gruppenspielen das Tor.
Es folgten erst einmal weniger Einsätze als in den folgenden Jahren, womit er nur auf zwei Freundschaftsspieleinsätze und drei Spiele der Qualifikation für den Afrika-Cup 2000 kam. Beim Afrika-Cup selbst kam es dann auch erst zu seinen nächsten Einsätzen. Hier fungierte er als Stammtorhüter und absolvierte jedes Spiel bei diesem Turnier, wo er am Ende mit seiner Mannschaft den Titel holte. Nur wenige Monte nach dem Turnier ging es dann gleich weiter mit der Qualifikation für die Weltmeisterschaft 2002. Währenddessen ging es dann noch einmal zum Konföderationen-Pokal 2001, wo er in den beiden Spielen der Mannschaft ebenfalls das Tor hütete.
Nach der erfolgreichen Qualifikation stand aber Anfang 2002 erst einmal der Afrika-Cup 2002 an, bei welchem er mit seiner Mannschaft den Titel als Afrikameister erfolgreich verteidigen konnte. Auch hier stand er wieder in jeder Partie zwischen den Pfosten. Bei der Endrunde der Weltmeisterschaft 2002 im Sommer kam er dann ebenfalls in allen drei Gruppenspielen der Mannschaft zum Einsatz, nach denen die Mannschaft aber auch schon aus dem Turnier flog. Sein allerletztes Spiel bekam er dann schließlich einige Monate später am 11. Februar 2003 bei einer 0:3-Freundschaftsspielniederlage gegen die Elfenbeinküste, wo er nach der ersten Halbzeit auch ausgewechselt wurde.